# Nikolaos Skalkottas
Nikos Skalkottas (in greco Νίκος Σκαλκώτας; Calcide, 21 marzo 1904 – 19 settembre 1949) è stato un compositore greco, uno dei massimi del XX secolo.